# Mansa
Cet article concerne le titre porté par les empereurs maliens. Pour les autres significations du nom Mansa, voir Mansa (homonymie).

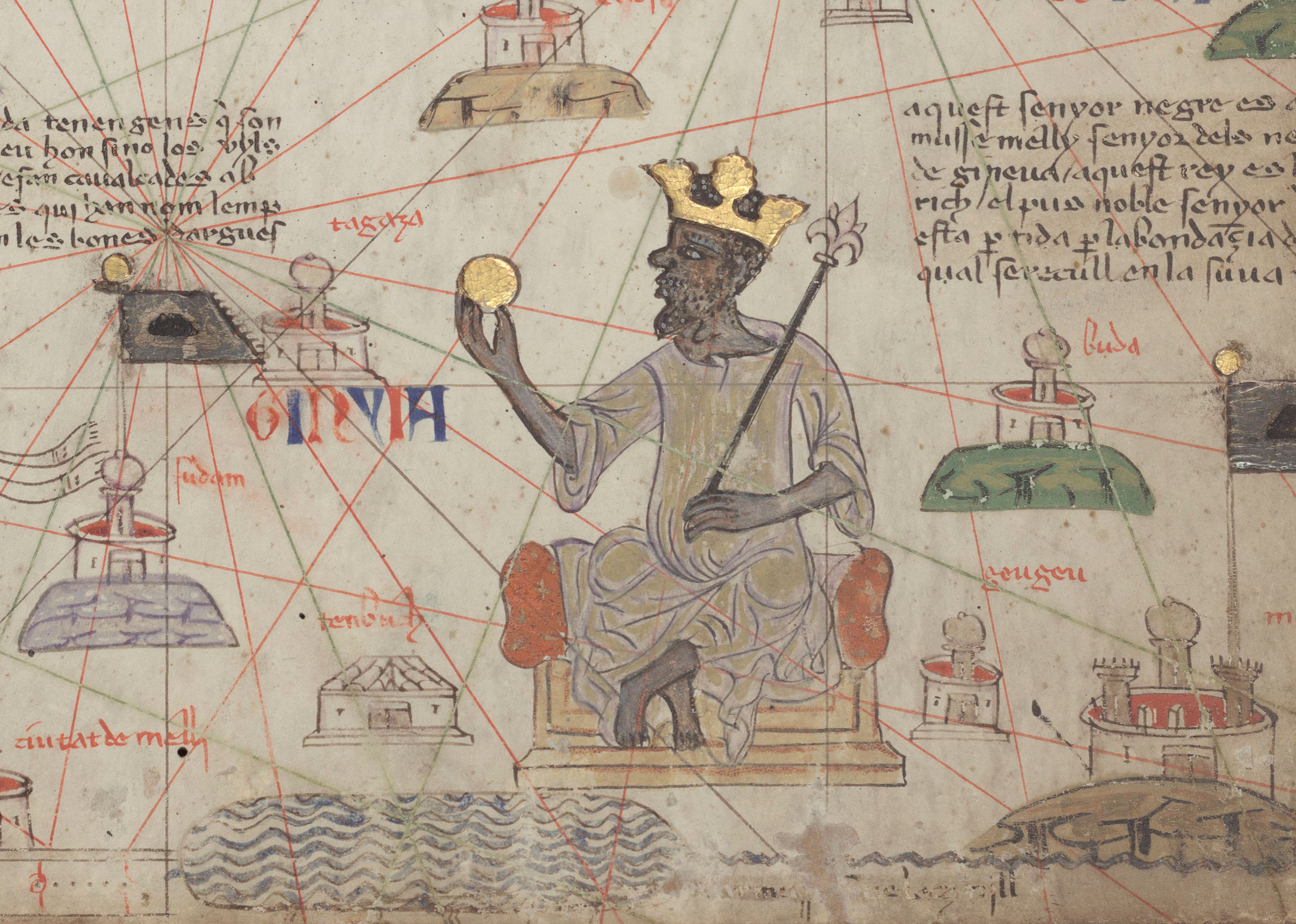
Le Mansa Musa (Mali) en 1375 après J.-C.

Mansa est un titre héréditaire dont les porteurs les plus connus sont les souverains de l'empire du Mali et plus particulièrement ceux de la dynastie Keïta.

## Étymologie
Mansa est un mot malinké et mandinka  qui peut se traduire par « roi », « empereur »  ou « chef ». Mansa contraste avec un autre mot mandingue pour souverain, faama. Faama met l'accent sur l'autorité militaire et coercitive d'un dirigeant, et peut être traduit par « tyran », tandis que mansa fait référence à un dirigeant héréditaire dont l'autorité découle de la tradition  et du pouvoir mystique. Un dirigeant peut être à la fois un faama et un mansa, mais un mansa n'était pas nécessairement un faama.
Le mot mansa est enregistré en arabe au cours du XIVe siècle par des écrivains nord-africains tels qu'Ibn Battuta et Ibn Khaldun, qui l'ont expliqué comme signifiant « sultan ». Des expressions apparentées à mansa existent dans d'autres langues mandé, telles que le manga en Soninke, le menge en Susu et le masa en Bambara. Il est éventuellement comparé à mensey, le mot guanche désignant leurs dirigeants. Le sens original du mot racine était probablement « chef des chasseurs » ou « chef des guerriers ».
Une traduction alternative de mansa est que mansa signifie « dieu », « le principe divin » ou « prêtre-roi ».

## Fonction et cour impériale
Le Mansa désigne un dirigeant héréditaire ,, communément traduit par « roi »,,. Il est particulièrement connu comme le titre des dirigeants de l'Empire du Mali, tels que Mansa Musa, et dans ce contexte est parfois traduit par « empereur ». C'est également un titre détenu par les chefs traditionnels des villages et, dans ce contexte, il est traduit par « chef ».
Dans le cas de l'empire du Mali, le Mansa est le chef du gouvernement impérial. Il concentre l’autorité politique et administrative et s’entoure de hauts dignitaires et fonctionnaires issus des lignées de compagnons de Sunjata Keita. Le système politique repose initialement sur le dugu (village), unité de base peuplée de descendants d’un ancêtre commun. Un ensemble de villages constituait une province, appelée kafu ou jamana, dirigée par un chef local.
À l’origine, le roi du Manden (cœur du futur empire) était un chef parmi d’autres. La consolidation des provinces du Do, du Kiri et du Bako a permis à la dynastie Keita de s’imposer, transformant le roi du Manden en un mansa exerçant son autorité sur plusieurs autres chefs. Par les conquêtes menées par Sunjata Keita et ses successeurs, ce pouvoir s’est étendu à un territoire impérial.
Les généraux de Sunjata Keita et leurs descendants formaient une aristocratie militaire, qui conseillait le mansa dans ses prises de décisions.
Parmi les haut dignitaire, le rôle du griot consiste à répéter à haute voix la parole du mansa. Cette fonction héréditaire, confiée au clan Kuyate, accompagne le Mansa dans tous ses déplacements. 
Considéré comme le « père du peuple », le Mansa incarne la justice et la rend personnellement lors d'audiences durant lesquelles il écoute les doléances. 

## Voir également
- Faama
- Empire du Mali
- Empire Kénédougou
- Empire du Wassoulou
- Empire Bamana
- Dynastie Keita